# Asociación Deportiva Tarma
L'Asociación Deportiva Tarma, noto semplicemente  Tarma, è una società calcistica peruviana con sede a Tarma. Milita in Liga 1, la massima serie del campionato peruviano di calcio.

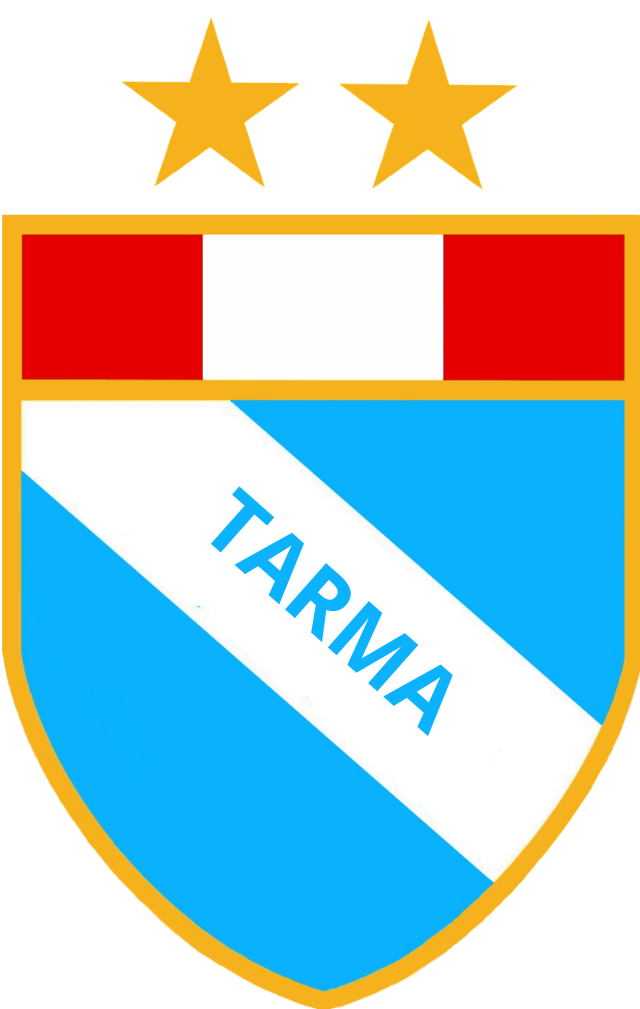
Il logo 2025

## Storia
L'Asociación Deportiva Tarma è stata fondata il 18 giugno 1929 con il nome di Alianza Tarma. È diventato l'unico club di Tarma a partecipare alla Primera División peruviana . Cambiarono il loro nome Asociación Deportiva Tarm, ADT, nel 1960.
Il club è riuscito a raggiungere la Fase Nazionale della Copa Perú 2010 , dopo aver sconfitto nel proprio girone squadre storiche come Alianza Univ. e Unión Minas ; successivamente sono stati eliminati in semifinale dall'Alianza Unicachi di Puno.
Nel 2011 hanno raggiunto nuovamente la Fase Nazionale, ma sono stati eliminati dall'Alianza Universidad nei quarti di finale.
Nel 2021 il club ha vinto la Copa Perú per la seconda volta nella sua storia dopo aver sconfitto Alfonso Ugarte da Puno, ottenendo la promozione in Primera Division dopo 31 anni dall'ultima volta. ADT ha concluso la stagione 2022 al tredicesimo posto.

## Palmarès

### Competizioni nazionali
- Copa Perú: 2

1979, 2021

### Competizioni regionali
- Lega dipartimentale di Junín: 5

1970, 1975, 1978, 2017, 2019

## Organico
Aggiornato al 31 gennaio 2024.
| N. |                     | Ruolo | Calciatore              |
| -- | ------------------- | ----- | ----------------------- |
| 1  | Perù (bandiera)     | P     | Éder Hermoza            |
| 3  | Perù (bandiera)     | D     | César Inga              |
| 4  | Perù (bandiera)     | D     | Ronald Vega             |
| 6  | Colombia (bandiera) | C     | Luis Pérez              |
| 7  | Perù (bandiera)     | C     | Edson Aubert            |
| 8  | Perù (bandiera)     | C     | Jorge Palomino          |
| 9  | Perù (bandiera)     | A     | Hernán Rengifo          |
| 10 | Perù (bandiera)     | C     | Víctor Cedrón           |
| 11 | Ecuador (bandiera)  | A     | Ángel Quiñónez          |
| 12 | Ecuador (bandiera)  | C     | Joao Rojas              |
| 13 | Perù (bandiera)     | D     | D'Alessandro Montenegro |
| 14 | Perù (bandiera)     | C     | Juan Carlos Gonzáles    |
| 16 | Perù (bandiera)     | D     | Gu-Rum Choi (capitano)  |
| 17 | Perù (bandiera)     | A     | Cristhian Vargas        |

| N. |                      | Ruolo | Calciatore                          |
| -- | -------------------- | ----- | ----------------------------------- |
| 18 | Perù (bandiera)      | A     | Jhojan Dominguez                    |
| 21 | Perù (bandiera)      | P     | Pedro Díaz                          |
| 22 | Perù (bandiera)      | C     | César Álvarez                       |
| 23 | Ecuador (bandiera)   | D     | John Narváez                        |
| 24 | Colombia (bandiera)  | D     | Alex Rambal                         |
| 25 | Perù (bandiera)      | D     | Saulo Cancho                        |
| 26 | Argentina (bandiera) | D     | Fernando Bersano                    |
| 27 | Perù (bandiera)      | C     | Alexander Hidalgo                   |
| 28 | Perù (bandiera)      | D     | Jhair Soto                          |
| 29 | Perù (bandiera)      | D     | Jean Franco Falconí                 |
| 30 | Perù (bandiera)      | P     | Ernesto Pinillos                    |
| 54 | Perù (bandiera)      | C     | Yimy Gamero (in prestito da Melgar) |
| 89 | Perù (bandiera)      | A     | Janio Posito                        |